# Indywidualne Mistrzostwa Polski na Żużlu 1951
Indywidualne Mistrzostwa Polski na Żużlu 1951 – zawody żużlowe, mające na celu wyłonienie medalistów indywidualnych mistrzostw Polski w sezonie 1951. W finale zwyciężył Włodzimierz Szwendrowski.

## Finał
- Wrocław, 14 października 1951
- Sędzia: Wacław Kossowski

| Msc. | Zawodnik                 | Klub         | Pkt |             |  |
| ---- | ------------------------ | ------------ | --- | ----------- |  |
| 1    | Włodzimierz Szwendrowski | Bytom        | 14  | (2,3,3,3,3) |  |
| 2    | Alfred Spyra             | Rybnik       | 14  | (3,2,3,3,3) |  |
| 3    | Zbigniew Raniszewski     | Bydgoszcz    | 13  | (3,3,1,3,3) |  |
| 4    | Stanisław Glapiak        | Leszno       | 11  | (d,3,3,2,3) |  |
| 5    | Tadeusz Fijałkowski      | Warszawa     | 10  | (3,2,2,2,1) |  |
| 6    | Janusz Suchecki          | Warszawa     | 9   | (2,0,3,2,2) |  |
| 7    | Bolesław Bonin           | Bydgoszcz    | 9   | (3,1,2,1,2) |  |
| 8    | Paweł Dziura             | Rybnik       | 7   | (2,3,1,1,w) |  |
| 9    | Józef Olejniczak         | Leszno       | 6   | (1,u,d,3,2) |  |
| 10   | Eugeniusz Zenderowski    | Warszawa     | 6   | (d,1,2,2,1) |  |
| 11   | Leszek Próchniak         | Warszawa     | 6   | (2,2,d,0,2) |  |
| 12   | Jan Kwaśniewski          | Warszawa     | 4   | (1,1,1,0,1) |  |
| 13   | Edward Kupczyński        | Wrocław      | 3   | (1,2,u,0,0) |  |
| 14   | Marian Kaznowski         | Częstochowa  | 3   | (1,1,0,1,0) |  |
| 15   | Stefan Maciejewski       | Ostrów Wlkp. | 2   | (0,0,2,0,0) |  |
| 16   | Marian Spychała          | Rawicz       | 2   | (0,0,1,0,1) |  |